# Złaków Kościelny

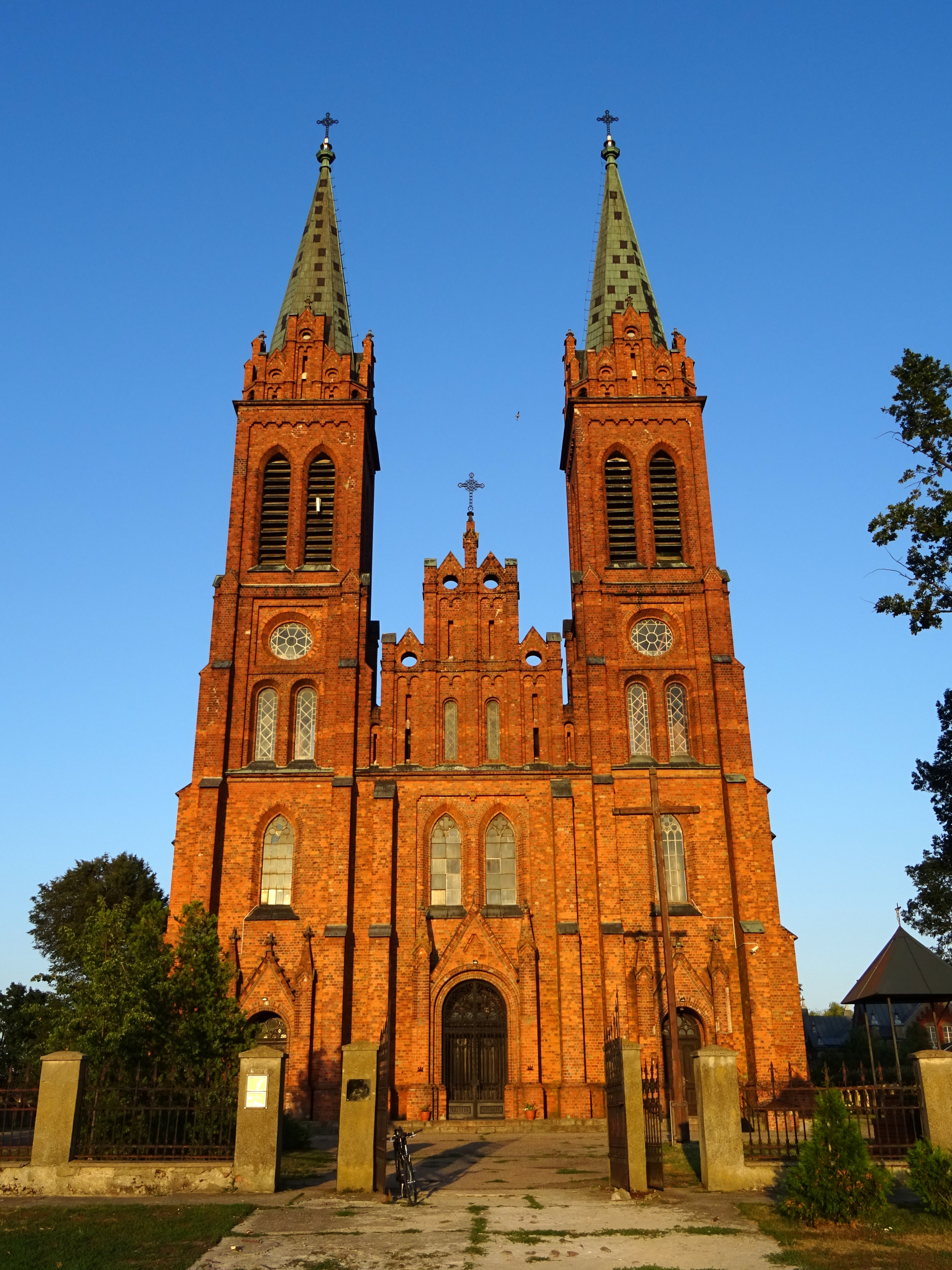
Zabytkowy kościół Wszystkich Świętych w Złakowie Kościelnym

Złaków Kościelny – wieś w Polsce położona w województwie łódzkim, w powiecie łowickim, w gminie Zduny.

## Historia
Miejscowość istnieje co najmniej od XIV wieku. W maju 1359 wymieniona została po łacinie jako Slakow binum w potwierdzeniu posiadłości arcybiskupstwa gnieźnieńskiego przez Ziemowita księcia mazowieckiego. W XV wieku wymieniony jako Zlakow Major, czyli po polsku Złaków Duży. Ziemie, na których leży wieś w XIV w. (przed 1334) wchodziły w skład utworzonej wówczas parafii Wszystkich Świętych.
Złaków był wsią należącą do kleru, czyli tzw. wsią duchowną, wchodząc w skład uposażenia biskupstwa gnieźnieńskiego tzw. klucza łowickiego. W połowie XIV wieku jako bezprawnie posiadany został odebrany biskupom przez króla polskiego Kazimierza Wielkiego, który włączył go w dobra królewskie. W 1358 roku król zwraca jednak te dobra arcybiskupowi Jarosławowi z Bogorii i Skotnik. W 1579 roku wymieniony został jako Złakow Cerkiewny.
Wieś w drugiej połowie XVI wieku położona była w powiecie gąbińskim ziemi gostynińskiej województwa rawskiego, wchodząc w skład latyfundium gnieźnieńskiego. Miejscowość odnotowana została w historycznych dokumentach podatkowych. Pleban miał we wsi dwór wraz z ogrodem i spichrzem. Znajdowały się w niej także dwa place dla wikariuszów oraz 4 place dla zagrodników, którzy płacili czynsz po 20 groszy. Mieszkańcy płacili dziesięcinę. Z łanów kmiecych chłopi płacili dziesięcinę kanonikom łowickim, a z łanów sołtysich i zagrodników siedzących na rolach kościelnych płacono plebanowi, który pobierał 1,5 groszy mesznego od łanu.
Po rozbiorach Polski wieś znalazła się w zaborze rosyjskim, wchodząc w skład księstwa łowickiego. Miejscowość jako wieś leżącą w gminie Jeziorko w parafii Złaków szeroko opisał XIX-wieczny Słownik geograficzny Królestwa Polskiego. W 1827 znajdowało się w niej 76 domów, w których mieszkało 478 mieszkańców. W 1895 roku w miejscowości znajdował się murowany kościół, szkoła początkowa oraz 69 domów z 700 mieszkańcami. Wieś składała się z dwóch części: 314 morg ziemi z dawnego folwarku kościelnego, a później rządowego, w skład którego wchodziło 246 morg ziemi uprawnej oraz 1298 morg ziemi włościańskiej, czyli należącej do chłopów, w skład której wchodziło 718 morg roli, 178 łąk, 342 pastwisk, a także 100 morg nieużytków.
Charakteryzując miejscowość słownik geograficzny notuje, że: Ludność wsi zamożna, zabudowania porządne, oświata dość dawno rozszerzona śród ludu. Sady i pasieki przy domach (...) W obrębie parafii istnieją cztery szkoły początkowe. W roku 1879 było 2500 parafian umiejących czytać. Z oświatą łączy się dobrobyt ludności.
Po odzyskaniu niepodległości przez Polskę w 1918 miejscowość weszła w skład II Rzeczypospolitej. 8 lutego 1928 roku przy wsparciu wojewody warszawskiego Stanisława Twardo we wsi powstało towarzystwo kulturalno-oświatowe Księżackie Ognisko Kultury, Sztuki i Przemysłu Ludowego w Złakowie Kościelnym. Inicjatorami byli starosta wsi Czesław Gajzler, rzeźbiarz ludowy Adam Petryna oraz miejscowy ksiądz L. Stępowski. Organizację wsparły Warszawski Wojewódzki Komitet Regionalny, Związek Pracy Obywatelskiej Kobiet oraz Warszawskie Towarzystwo Popierania Przemysłu Ludowego .
Ognisko księżackie 30 maja 1930 zorganizowało pierwszy jarmark regionalny oraz wystawę kultury, sztuki i przemysłu ludowego ziemi księżackiej, którą odwiedził prezydent Polski Ignacy Mościcki.
Wieś została kilkakrotnie sfilmowana w okresie międzywojennym. W 1936 polska kronika filmowa zarejestrowała odpust we wsi. W 1937 został nagrany materiał filmowy przez amerykańskiego dokumentalistę Juliena Bryana. Do sierpnia 1939 trwały we wsi prace nad filmem pt. Przybyli do wsi żołnierze.
Po wojnie w 1945 i 1948 kronika filmowa zarejestrowała również materiał z obchodów świąt Bożego Ciała i świąt wielkanocnych

## Podział administracyjny
W latach 1975–1998 miejscowość administracyjnie należała do województwa skierniewickiego.

## Zabytki
Według rejestru zabytków Narodowego Instytutu Dziedzictwa na listę zabytków wpisane są obiekty:
- zespół kościoła parafialnego pw. Wszystkich Świętych:
  - kościół, 1901, nr rej.: 761 z 10.08.1985
  - plebania, koniec XIX w., nr rej.: 773 z 21.09.1986
  - „Przytulisko” (dom mieszkalny), 1895, nr rej.: 772 z 21.09.1986
  - cmentarz kościelny, nr rej.: 969-A z 27.06.1994:
- cmentarz rzymskokatolicki, 1829, nr rej.: 838-A z 19.12.1991
- kaplica-mauzoleum, nr rej.: j.w